# Danh sách giải thưởng và đề cử của Park Shin-hye
Park Shin-hye là nữ diễn viên, ca sĩ và người mẫu người Hàn Quốc. Cô được biết đến khi đóng vai chính trong các phim Nấc thang lên thiên đường (2003), Tree of Heaven (2006), Cô nàng đẹp trai (2009), Người thừa kế (2013), Pinocchio(2014-2015), Chuyện tình bác sĩ (2016), Ký ức Alhambra (2018-2019), Alive: Tôi còn sống (2020) và Sisyphus: The Myth (2021). Cô là một trong những nữ diễn viên gặt hái được nhiều thành công nhất trong độ tuổi của mình.
Năm 2015, Park Shin-hye xếp thứ 33 trong danh sách 40 người nổi tiếng quyền lực nhất Hàn Quốc theo Forbes, thứ 12 vào năm 2017 và hạng 40 năm 2021.

## Phim điện ảnh

### Baeksang Arts Awards
| Lần | Năm  | Hạng Mục                | Tác Phẩm Đề Cử                 | Kết Quả   | Chú Thích |
| --- | ---- | ----------------------- | ------------------------------ | --------- | --------- |
| 47  | 2011 | Most Popular Actress    | Cyrano Agency                  | Đoạt giải | [ 1 ]     |
| 49  | 2013 | Best Supporting Actress | Điều kỳ diệu ở phòng giam số 7 | Đề cử     |           |
| 49  | 2013 | Most Popular Actress    | Điều kỳ diệu ở phòng giam số 7 | Đoạt giải | [ 2 ]     |
| 51  | 2015 | Most Popular Actress    | Thợ may Hoàng gia              | Đoạt giải | [ 3 ]     |

### Bucheon International Fantastic Film Festival
| Lần | Năm  | Hạng Mục       | Tác Phẩm Đề Cử                 | Kết Quả   | Chú Thích |
| --- | ---- | -------------- | ------------------------------ | --------- | --------- |
| 17  | 2013 | Fantasia Award | Điều kỳ diệu ở phòng giam số 7 | Đoạt giải | [ 4 ]     |

### Korean Association of Film Critics Awards
| Lần | Năm  | Hạng Mục                | Tác Phẩm Đề Cử                 | Kết Quả   | Chú Thích |
| --- | ---- | ----------------------- | ------------------------------ | --------- | --------- |
| 33  | 2013 | Best Supporting Actress | Điều kỳ diệu ở phòng giam số 7 | Đoạt giải | [ 5 ]     |

### Korean Film Awards
| Lần | Năm  | Hạng Mục                | Tác Phẩm Đề Cử | Kết Quả | Chú Thích |
| --- | ---- | ----------------------- | -------------- | ------- | --------- |
| 8   | 2010 | Best Supporting Actress | Cyrano Agency  | Đề cử   |           |

## Phim truyền hình

### APAN Star Awards
| Lần | Năm  | Hạng Mục                                      | Tác Phẩm Đề Cử      | Kết Quả   | Chú Thích |
| --- | ---- | --------------------------------------------- | ------------------- | --------- | --------- |
| 2   | 2013 | Acting Award                                  | Mỹ nam nhà bên      | Đề cử     |           |
| 3   | 2014 | Excellence Award, Actress in a Miniseries     | Những người thừa kế | Đoạt giải | [ 6 ]     |
| 4   | 2015 | Top Excellence Award, Actress in a Miniseries | Pinocchio           | Đề cử     | [ 7 ]     |
| 5   | 2016 | Top Excellence Award, Actress in a Miniseries | Chuyện tình bác sĩ  | Đề cử     | [ 8 ]     |

### Asia Artist Awards
| Lần | Năm  | Hạng Mục                   | Tác Phẩm Đề Cử     | Kết Quả   | Chú Thích |
| --- | ---- | -------------------------- | ------------------ | --------- | --------- |
| 1   | 2016 | Best Artist Award, Actress | Chuyện tình bác sĩ | Đoạt giải | [ 9 ]     |
| 2   | 2017 | Asia Icon                  | —                  | Đoạt giải | [ 10 ]    |

### Asia Rainbow TV Awards
| Lần | Năm  | Hạng Mục                    | Tác Phẩm Đề Cử      | Kết Quả   | Chú Thích |
| --- | ---- | --------------------------- | ------------------- | --------- | --------- |
| 3   | 2014 | Outstanding Leading Actress | Những người thừa kế | Đoạt giải | [ 11 ]    |

### Baeksang Arts Awards
| Lần | Năm  | Hạng Mục                  | Tác Phẩm Đề Cử        | Kết Quả   | Chú Thích |
| --- | ---- | ------------------------- | --------------------- | --------- | --------- |
| 44  | 2008 | Best New Actress (TV)     | Kimcheed Radish Cubes | Đề cử     |           |
| 48  | 2012 | Most Popular Actress (TV) | Heartstrings          | Đoạt giải | [ 12 ]    |
| 50  | 2014 | Most Popular Actress (TV) | Những người thừa kế   | Đoạt giải | [ 13 ]    |
| 51  | 2015 | Best Actress (TV)         | Pinocchio             | Đề cử     | [ 14 ]    |
| 51  | 2015 | iQiyi Star Award          | —                     | Đoạt giải | [ 3 ]     |
| 53  | 2017 | Best Actress (TV)         | Chuyện tình bác sĩ    | Đề cử     | [ 15 ]    |

### China TV Drama Awards
| Lần | Năm  | Hạng Mục                | Tác Phẩm Đề Cử      | Kết Quả   | Chú Thích |
| --- | ---- | ----------------------- | ------------------- | --------- | --------- |
| 4   | 2013 | Popular Foreign Actress | Những người thừa kế | Đoạt giải | [ 16 ]    |

### KBS Drama Awards
| Lần | Năm  | Hạng Mục                          | Tác Phẩm Đề Cử           | Kết Quả   | Chú Thích |
| --- | ---- | --------------------------------- | ------------------------ | --------- | --------- |
| 27  | 2012 | Best Actress in a One-Act Special | Don't Worry, I'm a Ghost | Đoạt giải | [ 17 ]    |

### Korea Drama Awards
| Lần | Năm  | Hạng Mục                      | Tác Phẩm Đề Cử           | Kết Quả | Chú Thích |
| --- | ---- | ----------------------------- | ------------------------ | ------- | --------- |
| 8   | 2015 | Top Excellence Award, Actress | Pinocchio                | Đề cử   | [ 18 ]    |
| 9   | 2016 | Top Excellence Award, Actress | Chuyện tình bác sĩ       | Đề cử   | [ 19 ]    |
| 12  | 2019 | Top Excellence Award, Actress | Memories of the Alhambra | Đề cử   | [ 20 ]    |

### LeTV Movie and Drama Awards
| Lần | Năm  | Hạng Mục           | Tác Phẩm Đề Cử | Kết Quả   | Chú Thích |
| --- | ---- | ------------------ | -------------- | --------- | --------- |
| 1   | 2011 | Popular Asian Star | —              | Đoạt giải | [ 21 ]    |

### MBC Drama Awards
| Lần | Năm  | Hạng Mục         | Tác Phẩm Đề Cử        | Kết Quả | Chú Thích |
| --- | ---- | ---------------- | --------------------- | ------- | --------- |
| 27  | 2007 | Best New Actress | Kimcheed Radish Cubes | Đề cử   |           |

### MBC Entertainment Awards
| Lần | Năm  | Hạng Mục                        | Tác Phẩm Đề Cử    | Kết Quả   | Chú Thích |
| --- | ---- | ------------------------------- | ----------------- | --------- | --------- |
| 7   | 2007 | Best Newcomer in a Variety Show | Fantastic Partner | Đoạt giải | [ 22 ]    |

### SBS Drama Awards
| Lần | Năm  | Hạng Mục                                                 | Tác Phẩm Đề Cử      | Kết Quả   | Chú Thích     |
| --- | ---- | -------------------------------------------------------- | ------------------- | --------- | ------------- |
| 11  | 2003 | Best Young Actress                                       | Stairway to Heaven  | Đoạt giải | [ 23 ]        |
| 17  | 2009 | Excellence Award, Actress in a Drama Special             | You're Beautiful    | Đề cử     |               |
| 17  | 2009 | New Star Award                                           | You're Beautiful    | Đoạt giải | [ 24 ]        |
| 21  | 2013 | Excellence Award, Actress in Drama Special               | Những người thừa kế | Đoạt giải | [ 25 ]        |
| 21  | 2013 | Top 10 Stars                                             | Những người thừa kế | Đoạt giải | [ 25 ]        |
| 21  | 2013 | Best Couple Award (with Lee Min-ho)                      | Những người thừa kế | Đoạt giải | [ 25 ]        |
| 22  | 2014 | Top Excellence Award, Actress in a Drama Special         | Pinocchio           | Đoạt giải | [ 26 ] [ 27 ] |
| 22  | 2014 | Top 10 Stars                                             | Pinocchio           | Đoạt giải | [ 26 ] [ 27 ] |
| 22  | 2014 | Best Couple Award (with Lee Jong-suk)                    | Pinocchio           | Đoạt giải | [ 28 ]        |
| 24  | 2016 | Grand Prize (Daesang)                                    | Chuyện tình bác sĩ  | Đề cử     |               |
| 24  | 2016 | Top Excellence Award, Actress in a Fantasy & Genre Drama | Chuyện tình bác sĩ  | Đoạt giải | [ 29 ]        |
| 24  | 2016 | Top 10 Stars                                             | Chuyện tình bác sĩ  | Đoạt giải | [ 30 ]        |

### Seoul International Drama Awards
| Lần | Năm  | Hạng Mục                   | Tác Phẩm Đề Cử      | Kết Quả | Chú Thích |
| --- | ---- | -------------------------- | ------------------- | ------- | --------- |
| 9   | 2014 | Outstanding Korean Actress | Những người thừa kế | Đề cử   |           |
| 9   | 2014 | People's Choice Actress    | Những người thừa kế | Đề cử   |           |

### Seoul International Youth Film Festival
| Lần | Năm  | Hạng Mục           | Tác Phẩm Đề Cử      | Kết Quả | Chú Thích |
| --- | ---- | ------------------ | ------------------- | ------- | --------- |
| 16  | 2014 | Best Young Actress | Những người thừa kế | Đề cử   |           |

### tvN10 Awards
| Lần | Năm  | Hạng Mục              | Tác Phẩm Đề Cử | Kết Quả | Chú Thích |
| --- | ---- | --------------------- | -------------- | ------- | --------- |
| 1   | 2016 | Romantic-Comedy Queen | Mỹ nam nhà bên | Đề cử   |           |

## Giải thưởng khác
| Năm  | Giải Thưởng                                  | Hạng Mục                                           | Tác Phẩm Đề Cử                 | Kết Quả   | Chú Thích |
| ---- | -------------------------------------------- | -------------------------------------------------- | ------------------------------ | --------- | --------- |
| 2011 | 5th Mnet 20's Choice Awards                  | Hot Campus Goddess                                 | —                              | Đề cử     |           |
| 2013 | 6th Style Icon Awards                        | The Natural-Born Beauty                            | —                              | Đề cử     |           |
| 2013 | 7th Mnet 20's Choice Awards                  | 20's Movie Star                                    | Điều kỳ diệu ở phòng giam số 7 | Đề cử     |           |
| 2014 | K-Star Magazine Star Awards Ceremony         | Popularity Award                                   | Những người thừa kế            | Đoạt giải | [ 31 ]    |
| 2014 | 7th Style Icon Awards                        | Top 10 Style Icons                                 | —                              | Đề cử     |           |
| 2015 | 6th Korean Popular Culture & Arts Awards     | Prime Minister's Award                             | —                              | Đoạt giải | [ 32 ]    |
| 2016 | 9th Busan International Advertising Festival | Best Korean spokesmodel in China                   | —                              | Đoạt giải | [ 33 ]    |
| 2019 | Asia Philanthropy Awards                     | Special Award: Philanthropic Celebrity of the year | —                              | Đoạt giải | [ 34 ]    |

## Danh sách
| Trang  | Năm  | Danh Sách                               | Hạng | Chú Thích |
| ------ | ---- | --------------------------------------- | ---- | --------- |
| Forbes | 2015 | Người Nổi Tiếng Quyền Lực Nhất Hàn Quốc | 33rd | [ 35 ]    |
| Forbes | 2017 | Người Nổi Tiếng Quyền Lực Nhất Hàn Quốc | 12th | [ 36 ]    |
| Forbes | 2021 | Người Nổi Tiếng Quyền Lực Nhất Hàn Quốc | 40th | [ 37 ]    |